# Aeropuerto Internacional de Lungi
El Aeropuerto Internacional de Freetown-Lungi (IATA: FNA, OACI: GFLL) es un aeropuerto internacional ubicado en el pueblo costero de Lungi (Sierra Leona). Opera como aeropuerto principal de viajes domésticos e internacionales de Sierra Leona. El Río Sierra Leona separa el Aeropuerto Internacional de Lungi de Freetown, la capital de Sierra Leona. El aeropuerto está operado por la Dirección de Aeropuertos de Sierra Leona. Inicialmente fue una base de la RAF.

## Transporte a Freetown
Los pasajeros pueden optar por el hovercraft, el ferry o el helicóptero para cruzar el río hasta Freetown.

## Aerolíneas y destinos

### Internacional
| Aerolíneas            | Destinos                         |
| --------------------- | -------------------------------- |
| Africa World Airlines | Acra, Monrovia                   |
| Air France            | Conakry, París-Charles de Gaulle |
| Air Peace             | Lagos                            |
| ASKY Airlines         | Acra, Banjul, Lome               |
| Brussels Airlines     | Bruselas, Monrovia               |
| Kenya Airways         | Acra, Monrovia, Nairobi          |
| Orenair               | Banjul                           |
| Royal Air Maroc       | Casablanca                       |

### Charter
| Aerolíneas | Destinos          |
| ---------- | ----------------- |
| Eagle Air  | Freetown-Hastings |

## Incidentes y accidentes
El 3 de junio de 2007, un vuelo en helicóptero desde Freetown explotó y se estrelló mientras aterrizaba en el aeropuerto de Lungi, matando a las 22 personas a bordo. El helicóptero, un Mi-8 ruso, estaba operado por Paramount Airlines, quien ofrece vuelos de pasajeros entre Freetown y el aeropuerto de Lungi.